# Michael Stipe

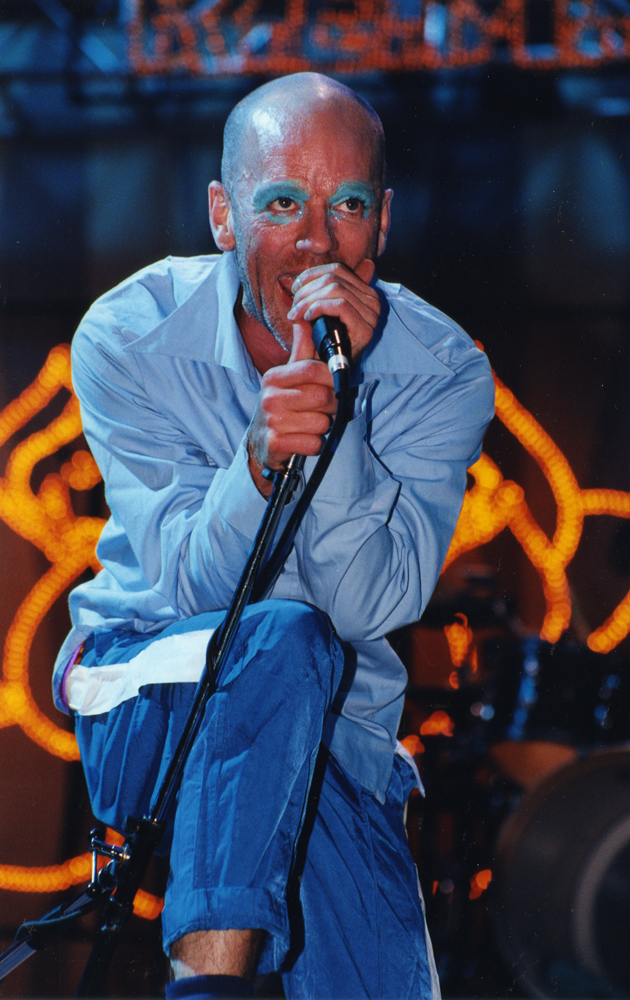
Michael Stipe în 1999

John Michael Stipe (n. 4 ianuarie 1960, Decatur, Georgia, Statele Unite) este un cantautor american și vocalistul formației americane de rock alternativ R.E.M.. Stipe este bine cunoscut pentru stilul său "murmurat" (în special în perioada I.R.S.), pentru lirica sa complexă, suprarealistă cât și pentru activismul său social și politic. Stipe si ceilalți membri ai R.E.M. sunt cunoscuți ca fiind pionieri ai rockului alternativ și sunt recunoscuți pentru faptul că au inspirat multe din formațiile reprezentative ale scenei muzicii alternative a anilor '90, inclusiv Nirvana, Pearl Jam și Radiohead.